# Гжмьонца (гміна)
Гміна Гжмьонца (пол. Gmina Grzmiąca) — сільська гміна у північно-західній Польщі. Належить до Щецинецького повіту Західнопоморського воєводства.
Станом на 31 грудня 2011 у гміні проживало 5078 осіб.

## Територія
Згідно з даними за 2007 рік площа гміни становила 204.49 км², у тому числі:
- орні землі: 57.00%
- ліси: 34.00%

Таким чином, площа гміни становить 11.58% площі повіту.

## Населення
Станом на 31 грудня 2011:
| Опис     | Загалом | Загалом | Чоловіки | Чоловіки | Жінки | Жінки |
| -------- | ------- | ------- | -------- | -------- | ----- | ----- |
| одиниця  | осіб    | %       | осіб     | %        | осіб  | %     |
| все      | 5078    | 100     | 2568     | 50.57    | 2510  | 49.43 |
| міське   | 0       | 100     | 0        |          | 0     |       |
| сільське | 5078    | 100     | 2568     | 50.57    | 2510  | 49.43 |

## Сусідні гміни
Гміна Гжмьонца межує з такими гмінами: Барвіце, Боболіце, Тихово, Щецинек.